# Rektální tenesmus
Rektální tenesmus, někdy jen tenesmus, je pocit neúplného vyprázdnění stolice (defekace), případně nutkání na stolici. Je charakterizován jako neschopnost či obtížnost vyprázdnit střeva při defekaci. Jedná se o bolestivý stav, při němž dojde při defekaci buď k žádnému vyprázdnění, vyprázdnění pouze krve a hlenu, či vyprázdnění pouze malého množství stolice. Po vlastní defekaci navíc nedochází k pocitu úlevy či uspokojení (satisfakce). Může být doprovázen dalšími gastrointestinálními symptomy. Je symptomatický například při nádoru nebo zánětu rekta.
Podobným stavem je tenesmus močového měchýře, při kterém dochází k pocitu nedostatečného vyprázdnění močového měchýře.